# Рууд, Биргер
Би́ргер Рууд (норв. Birger Ruud, 23 августа 1911, Конгсберг, Норвегия — 13 июня 1998, там же) — норвежский прыгун с трамплина, двукратный олимпийский чемпион, трёхкратный чемпион мира. Успешно выступал также в горнолыжном спорте.

## Спортивная биография

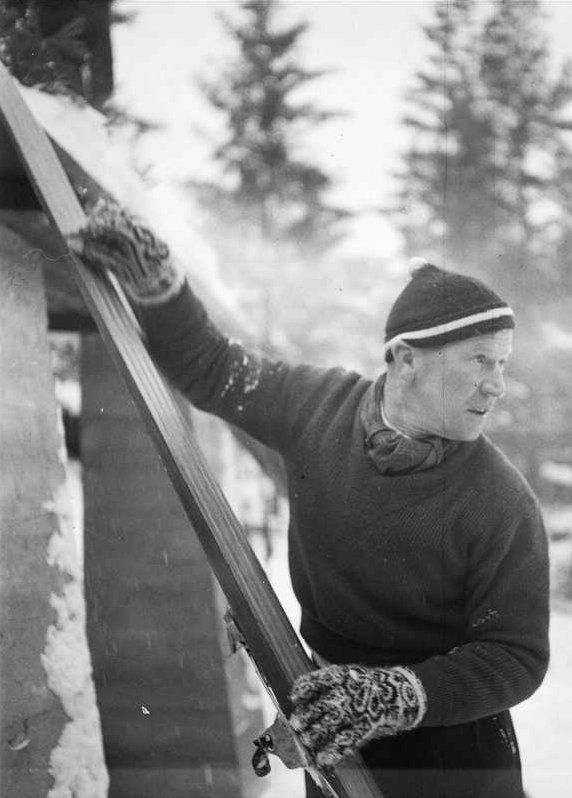
Рууд в 1949 году

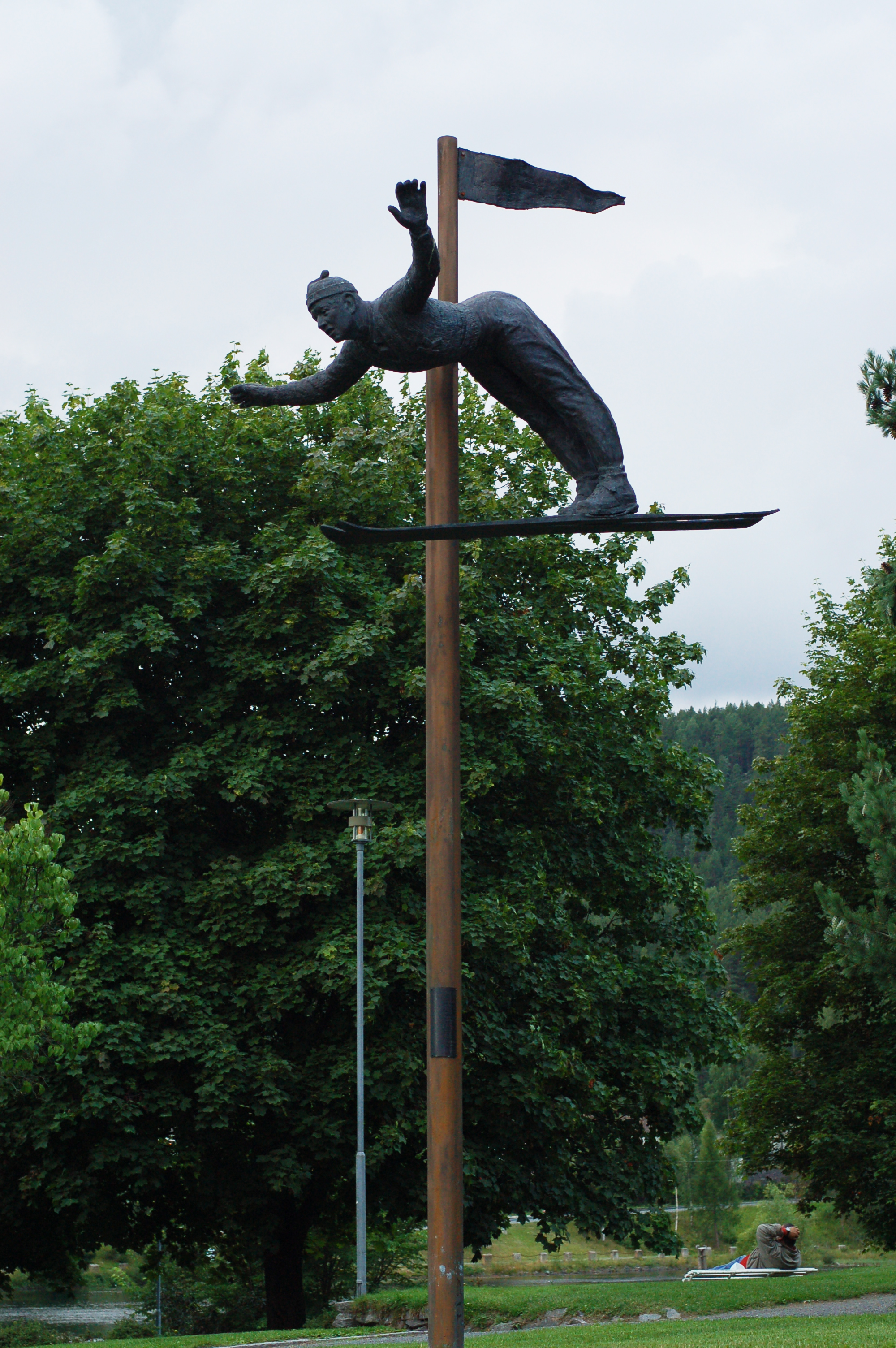
Памятник Рууду в Конгсберге

Родился в городе Конгсберг в спортивной семье — его братья Зигмунд (старший) и Асбьёрн (младший) также были известными прыгунами на лыжах, на счету которых есть победы на чемпионатах мира, а Зигмунд выиграл олимпийское серебро в 1928 году в Санкт-Морице. Тренироваться Биргер начал в родном городе, на трамплинах, построенных благодаря усилиям его отца — Сигурда Рууда.
Первую свою золотую олимпийскую медаль Биргер выиграл на зимних Олимпийских играх 1932 года в американском Лейк-Плэсиде с прыжком на 69 метров. К этому времени он уже был чемпионом мира по прыжкам на лыжах с трамплина, завоевав этот титул годом ранее. Позднее Биргер Рууд побеждал на чемпионатах мира 1935 и 1937 годов. Кроме прыжков с трамплина, Рууд успешно занимался и горными лыжами и выиграл бронзу на чемпионате мира 1935 года в комбинации.
На вторых в своей карьере Олимпийских играх в Гармиш-Партенкирхене в 1936 году защитил своё звание чемпиона, прыгнув на 74,5 метра. Там же Биргер выступил в горнолыжной комбинации и был близок к завоеванию медали, после того как уверенно выиграл скоростной спуск (у занявшего второе место Франца Пфнюра Рууд выиграл 4,4 сек, а у показавшего третье время Густава Лантшнера — более 10 секунд). Через 2 дня состоялась вторая часть комбинации — слалом. В первой же попытке Рууд пропустил одни из ворот и был вынужден подниматься обратно, из-за чего потерял много времени, к тому же он был наказан 6-секундным штрафом. В итоге по итогам двух попыток слалома норвежец показал 6-е время, более 22 секунд уступив Пфнюру и более 16 секунд — Лантшнеру. В общем зачёте комбинации Рууда обошёл и француз Эмиль Алле, а Биргер остался лишь четвёртым, не сумев воспользоваться своим шансом выиграть медали в двух разных видах спорта на одной Олимпиаде.
Очень возможно, что Рууд стал бы и трёхкратным олимпийским чемпионом, но проведению зимней Олимпиады 1940 года помешала война. Норвегия была оккупирована немецкими войсками, а двукратный олимпийский чемпион за отказ участвовать в показательных спортивных выступлениях для командования немецких войск был арестован и несколько лет провел в концлагере вместе со своими братьями.
Несмотря на суровые испытания, нашёл в себе силы вернуться в большой спорт. В 1948 году в составе норвежской команды он приехал в швейцарский Санкт-Мориц на V зимние Олимпийские игры. Это была уже третья Олимпиада в жизни двукратного чемпиона. Но в этот раз Биргер занял только второе место, пропустив вперёд молодого соотечественника Петтера Хугстеда (младший брат Биргера Асбьёрн занял 7-е место). Однако новый чемпион так и не смог превзойти достижение Рууда образца Олимпиады-1936, прыгнув только на 70 метров. А сам Биргер Рууд после соревнований заявил журналистам, что свою серебряную медаль, завоёванную в 36 лет, будет ценить дороже, чем золотую, которую он выиграл в 24 года.
Следующие VI зимние Олимпийские игры прошли на родине великого прыгуна с трамплина — в Норвегии, но на них он присутствовал только в качестве зрителя.
Биргер Рууд был одним из главных создателей лыжного музея в родном Конгсберге (норв. Kongsberg Skimuseum). Ещё при жизни спортсмена, в 1987 году, в его родном городе ему был установлен бронзовый памятник работы архитектора Пера Унга, который также создал памятник ещё одной легендарной норвежке Соне Хени.
Планировалось, что Рууд зажжёт Олимпийский огонь на Олимпиаде 1994 года в Лиллехаммере, но из-за проблем с сердцем он не смог это сделать, а вместо него процедуру зажжения выполнил норвежский кронпринц Хокон.
Один из наиболее выдающихся прыгунов XX века скончался в 1998 году в родном Конгсберге.